# Dataundercentral
Dataundercentral eller Digitaliserad undercentral (DUC) är ett elektroniskt styrsystem för fastighetsautomation. Systemet liknar industrins PLC, men skillnaderna blir mindre och mindre.
Programmens cykeltid är vanligtvis även längre då det inte finns behov av extremt snabba händelseförlopp i en fastighet. I stället läggs processorkraft på tyngre matematiska operationer så som PID-regulatorer, beräkning av kurvor, och tidstyrningar.